# Stadtkirche Limburg

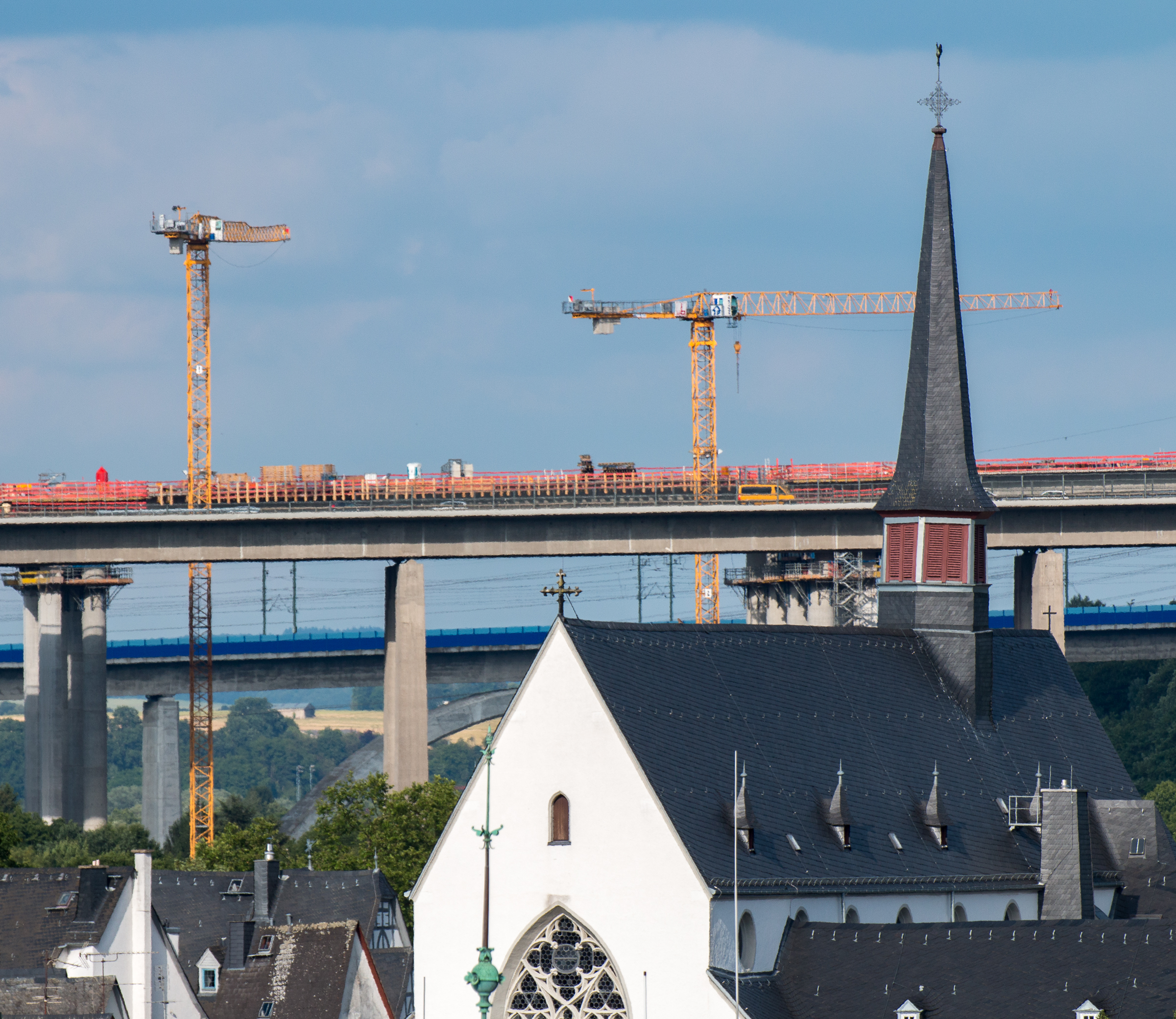
Das Äußere der Stadtkirche

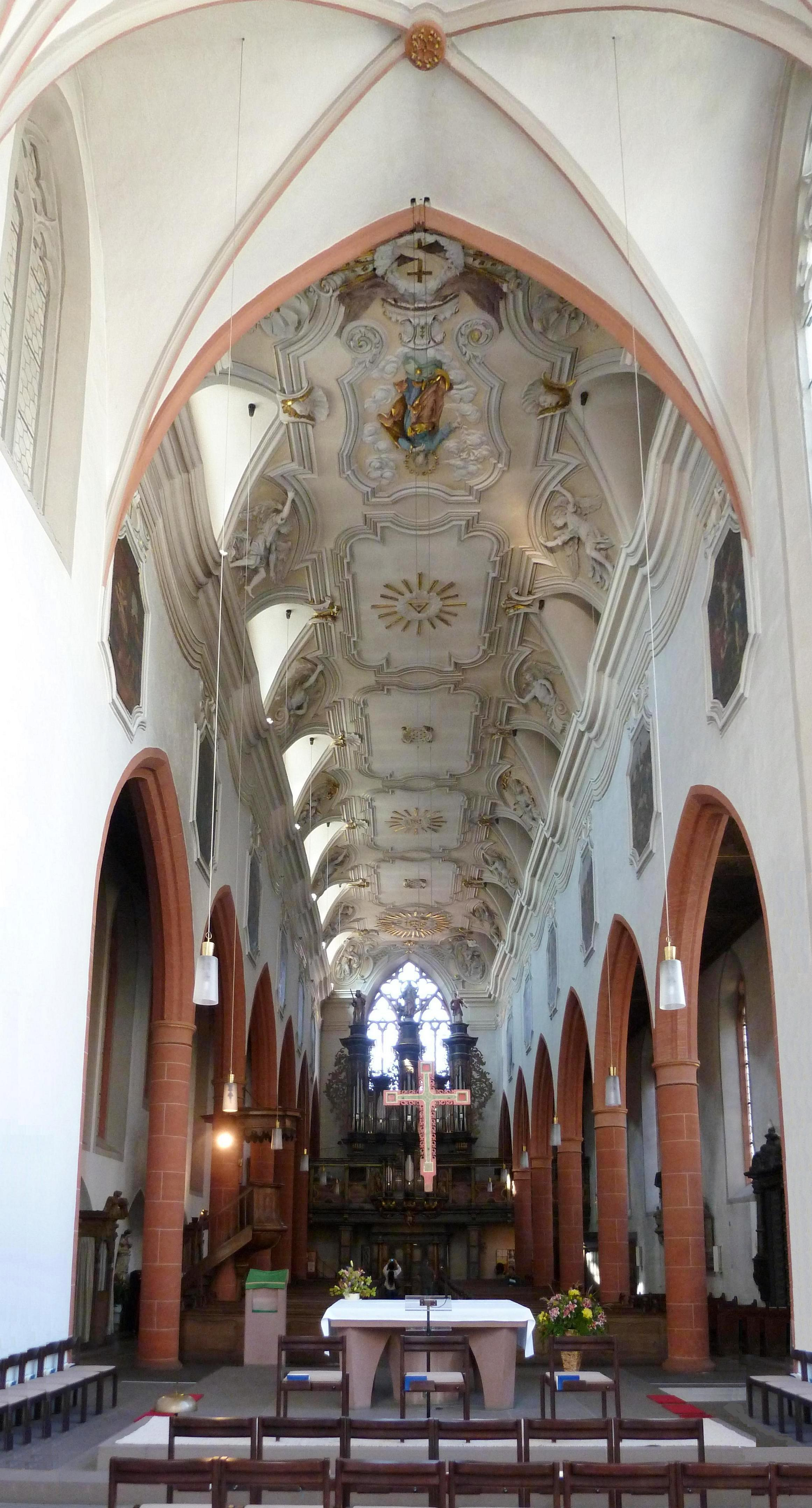
Inneres der Stadtkirche

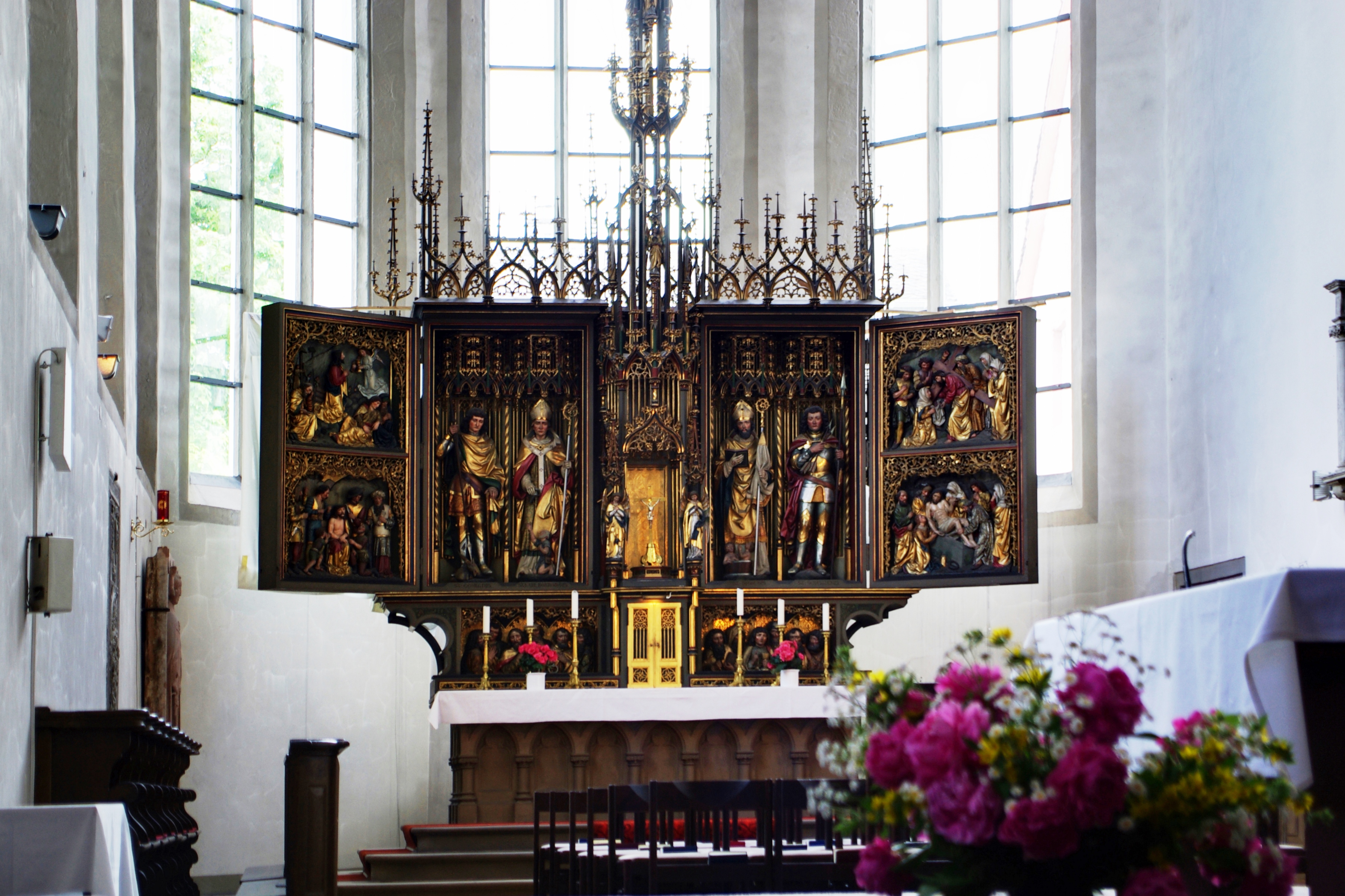
Neugotischer Hochaltar (1891)

Die Stadtkirche Limburg mit dem Patrozinium St. Sebastian ist eine denkmalgeschützte katholische Kirche am Bischofsplatz in der Altstadt von Limburg an der Lahn und Teil des angrenzenden Bischöflichen Ordinariats des Bistums Limburg. Die Klosterkirche des früheren Franziskanerklosters ist heute Filialkirche der Dompfarrei St. Georg im Pastoralen Raum Limburg.

## Geschichte
Die Errichtung der heutigen Stadtkirche durch die Franziskaner lässt sich nicht mehr genau datieren, vermutlich war es zu Beginn des 14. Jahrhunderts. Um 1232 ließen sich die Franziskaner in Limburg nieder und nutzten 1252 zunächst eine hölzerne Kirche, den Vorgängerbau der Stadtkirche. Der Neubau wurde ihnen möglich durch Zuwendungen seitens der wohlhabenden Limburger Bürgerschaft. Bei den Reformbewegungen im Franziskanerorden im 15. Jahrhundert schlossen sich die Limburger Franziskaner der strengeren „Observanzbewegung“ an und übertrugen 1485 ihren gesamten Besitz dem Erzbischof von Trier. Die Reformation führte zu einer Schließung des Klosters – und damit der Kirche – zwischen 1577 und 1582.
Im 17. Jahrhundert wurde es weitergeführt und nahm einen bedeutenden Aufschwung. 1742 wurde die Kirche im Barockstil umgebaut. Das Franziskanerkloster wurde 1813 im Zuge der Säkularisation geschlossen. Die Kirche wurde vom Staat übernommen und 1820 zur Stadtkirche erklärt. Seit 1827 gehört sie zum damals neu errichteten Bistum Limburg.

## Architektur und Ausstattung
Die in der Bausubstanz gotische dreischiffige Basilika mit langem, polygonal schließendem Chor ist entsprechend der Regel des Franziskanerordens einfach, im Stil einer Bettelordenskirche, gehalten. Daher besitzt sie keinen Kirchturm, sondern trägt einen Dachreiter mit einer Glocke.
Das sechsjochige Langhaus besitzt einen basilikalen Querschnitt mit höherem Langhaus und niedrigen Seitenschiffen. Da die Kirchenschiffe flach gedeckt waren, konnte auf Strebepfeiler verzichtet werden. Der Chor, ebenso breit wie das Mittelschiff, misst drei schmale Joche und hat einen 5/8-Schluss und große Maßwerkfenster, zwischen denen nur schmale Wandreste stehen, vor denen abgetreppte Strebepfeiler den Schub des Kreuzrippengewölbes im Chor ableiten. Ein großes, fünfteiliges Maßwerkfenster prägt auch die Westfassade.

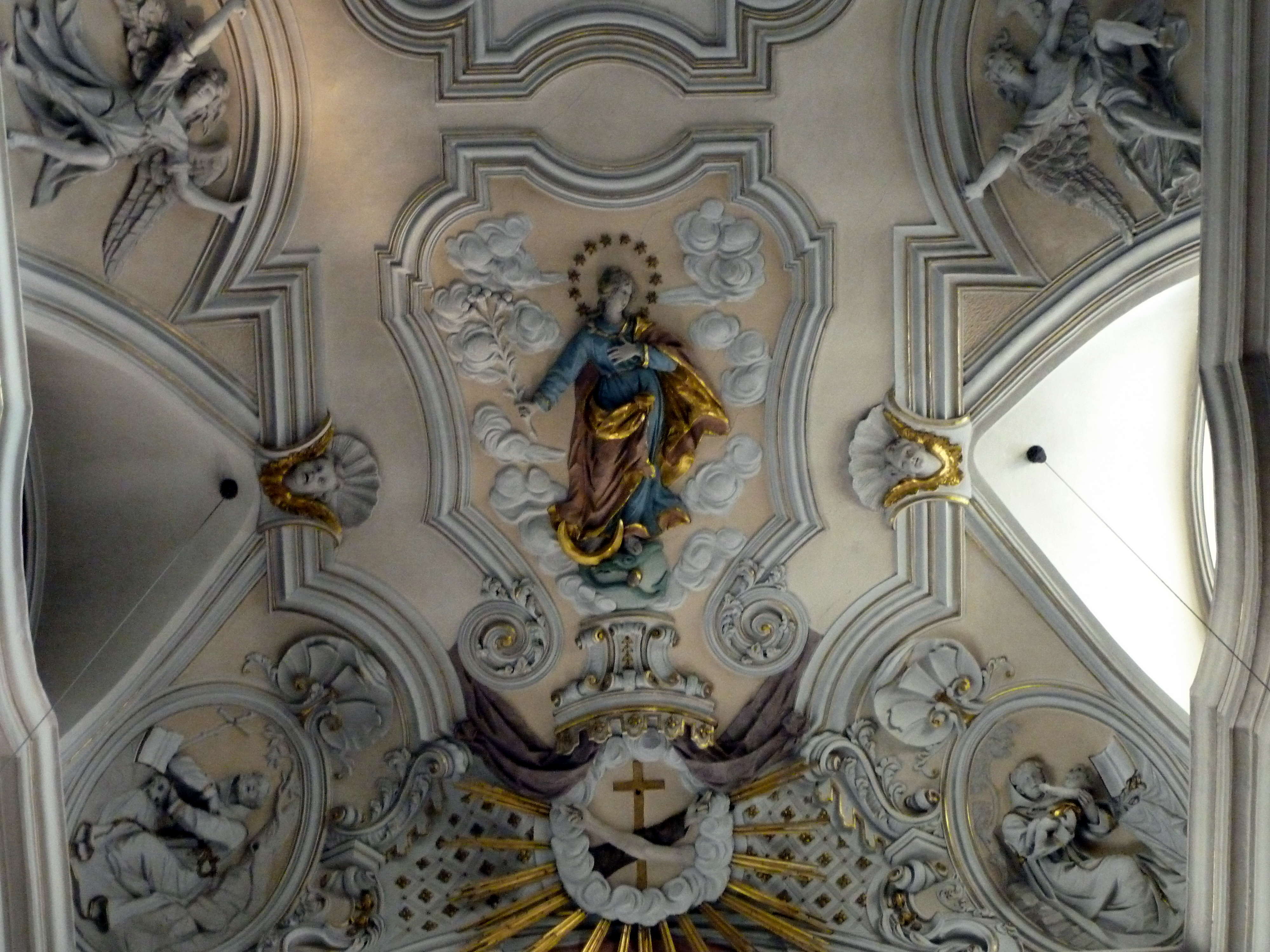
Darstellung der Immaculata, darunter das franziskanische Symbol der gekreuzten Arme von Franziskus und Jesus Christus

Aufwändigere Verzierungen im Innern erfolgten erst bei der Barockisierung 1742, das Äußere behielt bis heute seine schlichte Gestalt. Den Umbau leitete der Architekt Martin Ulrich, der die Maßnahmen vor allem auf die Einwölbung des Langhauses und die Stuckierung der Wand- und Deckenflächen beschränkte. Das gotische Grundgerüst mit weit gespannten Arkaden über schlanken Rundpfeilern blieb erhalten. Das Mittelschiff erhielt eine farbig gefasste Spiegeldecke mit Stichkappen über schwerem Gesims sowie reiche Stuckdekorationen von Bruder Angelus Homburg. Das Bildprogramm mit der Maria Immaculata im Zentrum bietet die Ordensheiligen Franziskus, Antonius, Berhardin und Kapistran in den Eckmedaillons und die Heiligen Elisabeth und Sebastian in der Langhausmitte; zwischen den Heiligen stützen acht Engel das Gewölbe. Je sechs Bilder mit Kreuzwegstationen befinden sich beidseits in der Obergadenzone. Die Holzdecken der Seitenschiffe sind mit Bildern franziskanischer Heiliger bemalt. Auch die intarsierte Kanzel stammt aus der barocken Modernisierungsphase.
Nur wenige mittelalterliche Ausstattungsstücke sind erhalten geblieben: eines der ursprünglichen Weihekreuze an der Westseite und eine gotische Wandmalerei in einer Spitzbogennische im nördlichen Seitenschiff auf Höhe der Orgelempore mit einer stehenden Muttergottes im Zentrum, umgeben von Statuen der Heiligen Petrus und Antonius sowie einer Stifterfigur. Die Grabplatte Johann von Isenburgs († 1312) befindet sich an der Chornordwand. Ein ehemaliges Vortragekreuz des frühen 15. Jahrhunderts dient heute als Altarkreuz.

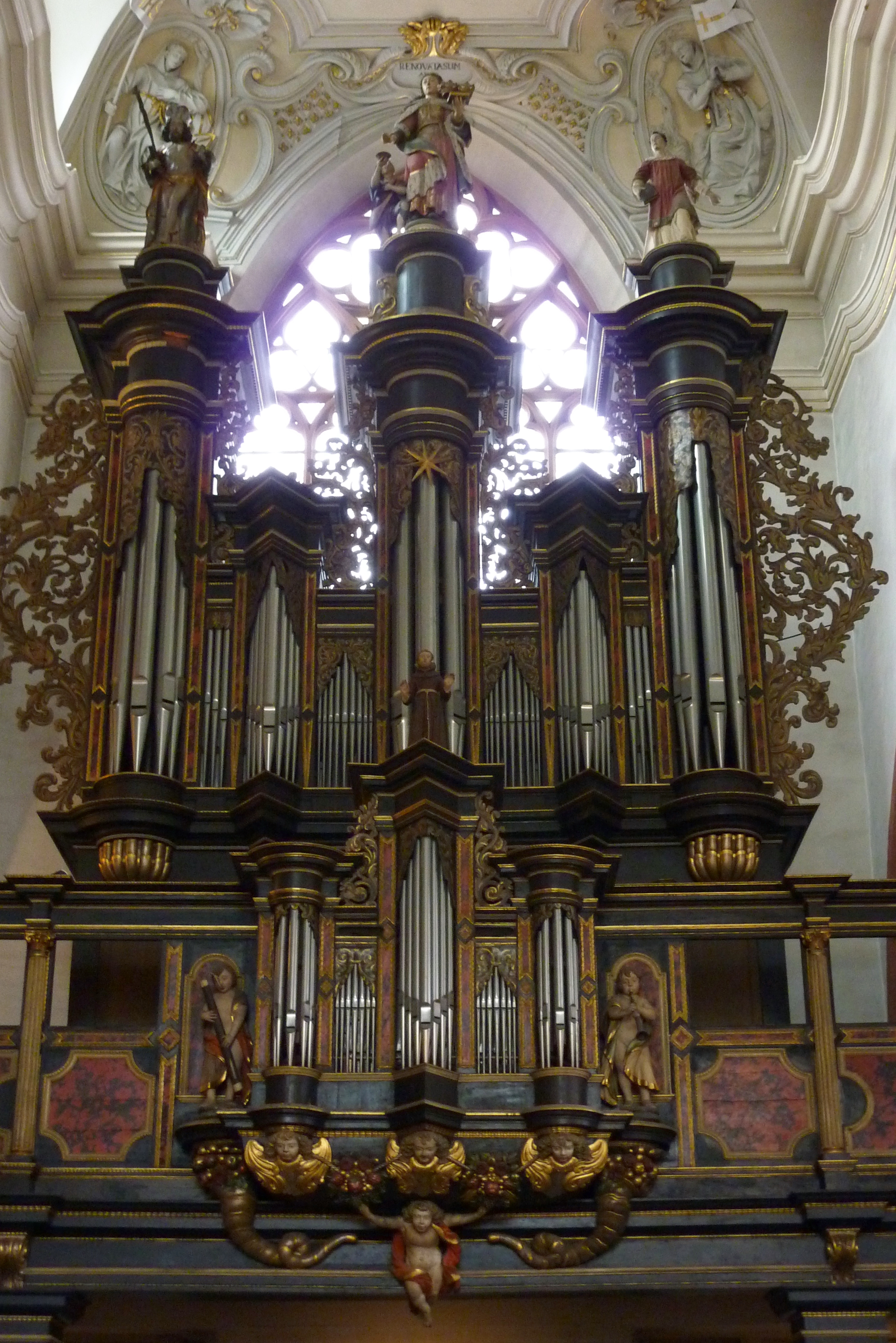
Der Orgelprospekt von 1686

Die Orgel wurde 1970/71 von der Orgelbaufirma Johannes Klais erbaut; dabei wurde der 1686 von dem Franziskanerpater Adam Öhninger aus Lohr am Main geschaffene Prospekt in originaler Farbfassung erhalten. Aus der gleichen Zeit stammen die Beichtstühle, die leider ihrer Farbigkeit beraubt wurden.
Das Inventar wurde zwischen 1820 und 1830 nahezu komplett ausgeräumt. Dabei verschwanden die ursprünglichen Altarretabel, die heutigen spätgotischen Altaraufsätze der Seitenschiffe kamen gegen Ende des 19. Jahrhunderts an ihren Standort. Der gotisierende Hochaltar entstand 1891 und war ein Geschenk an den damaligen Bischof Karl Klein zu dessen goldenem Priesterjubiläum.